# Славко Лебедински
Славко Лебедински (Москва, 20. јун 1939—Београд, 30. август 2019) био је српски приповедач, романописац, преводилац и новинар. Био је члан Српског књижевног друштва.
Од 1945. године живео је у Београду, где је дипломирао на групи за општу књижевност са теоријом књижевности, при Филолошком факултету. Од 1992. године живи у Бечу, а повремено у Београду.
Објавио је збирке приповедака Познаник Исак Бељ, Балдахин, Кошуља са адресама и Слатка гугутка, као и романе Касни ораси и Јеврејска перика.
Избор из његовог прозног опуса, под насловом Ласка пана Балзака, објављен је на пољском језику у Кракову. Превео је са руског језика студију Виктора Шкловског Сергеј Ајзенштајн и три књиге прозе Алексеја Ремизова - Сестре по крсту, Пета чума и У заточеништву.